# روشکو ووکسانوویچ
روشکو ووکسانوویچ (سیریلیک صربی: Бошко Вуксановић؛ ۴ ژانویهٔ ۱۹۲۸ – ۴ آوریل ۲۰۱۱) بازیکن واترپلو اهل یوگسلاوی بود.